# Paprides dugdali
Paprides dugdali är en insektsart som beskrevs av Bigelow 1967. Paprides dugdali ingår i släktet Paprides och familjen gräshoppor. Inga underarter finns listade i Catalogue of Life.